# Casearia velutinosa
Casearia velutinosa är en videväxtart som beskrevs av Henry Nicholas Ridley. Casearia velutinosa ingår i släktet Casearia och familjen videväxter. Inga underarter finns listade i Catalogue of Life.